# コート・オブ・プレート
コート・オブ・プレート(英語:Coat of plates)は、鎧の一種。

## 歴史
チェインメイルはその後、防御の効果をあげるために次第に板金に置き換えられて発展していったが、これの途中段階にある。しかし構造的には十分に完成されている。時代は12世紀、100年戦争前期～中期に良く見られる。有名なものはユトランド島のウェズビ戦場跡(1361）から発掘されたもので、2000人ほどの騎士が鎧を着たままで埋葬された。それまでコート・オブ・プレートは現物が残っておらず､構造がわからなかった。彫像や絵画では上にジュポンとよばれる胴衣を着ていて下を見ることができなかった。

## 構造
板金を丈夫な革や布地の裏に留めたものである。板金の大きさや形状は様々あるが、ウェズビのものは「腹部は横方向に長い板を上から5枚ほど連結、胸部は縦長の板を並列に、背面と側部は縦長の板を並列に」ならべており肩に小さな肩当がある。
製作は簡単でチェインメイルほど根気も必要ではなく､プレートアーマーほどの製作テクニックや道具も要らない。板金は2次曲面なので万力があれば、簡単に曲がる。構造が簡単で（つまり安価にできる）防御力は高く動きやすい。甲冑としては理想的である。
同様のものにブリガンダインがある。これはコート・オブ・プレートと構造は同じだが小さな板を数多く使う。